# Annemarie Düringer
Annemarie Düringer, född 26 november 1925 i Arlesheim, Schweiz, död 26 november 2014 i Baden bei Wien, Österrike, var en schweizisk skådespelare. Under nästan hela sin karriär som skådespelare var hon engagerad på Burgtheater i Wien. Hon filmdebuterade 1953 och gjorde sin sista filmroll 2013.

## Filmografi, urval
- 1954 – Eviga valser
- 1956 – Vor Sonnenuntergang
- 1957 – Djävulen kom om natten
- 1957 – Räkna till 5 och dö
- 1961 – Der Lügner
- 1977 – Spetsknypplerskan
- 1982 – Veronika Voss längtan
- 2009 – Vision
- 2013 – Lovely Louise